# Frankrikes MotoGP 2007
Frankrikes MotoGP 2007 var ett race som kördes den 20 maj 2007 på Le Mans Bugatti.

## MotoGP
Racet inleddes med några regndroppar i luften, men sedan det blev mer och mer regn. I början fungerade Dunloptorrdäcken förträffligt i halvvått väder, och hemmaföraren Sylvain Guintoli gick upp i täten, där han slogs med Randy de Puniet. Sedan kraschade de Puniet i en alltjämt framstående position på det nionde varvet och Guintoli åkte av och blev sedan tia. Förarna fick sedan byta till motorcyklar med regndäck, när det riktiga skyfallet kom, och efter det var det Chris Vermeulen och Marco Melandri det handlade om. Australiern Vermeulen drog det längsta strået och tog sin första MotoGP-seger.

### Resultat
| Plats | Förare            | Märke    | Grid | Kvaltid  |
| ----- | ----------------- | -------- | ---- | -------- |
| 1     | Chris Vermeulen   | Suzuki   | 12   | 1.34,574 |
| 2     | Marco Melandri    | Honda    | 9    | 1.34,360 |
| 3     | Casey Stoner      | Ducati   | 2    | 1.33,710 |
| 4     | Dani Pedrosa      | Honda    | 10   | 1.34,412 |
| 5     | Alex Hofmann      | Ducati   | 17   | 1.35,578 |
| 6     | Valentino Rossi   | Yamaha   | 4    | 1.33,875 |
| 7     | John Hopkins      | Suzuki   | 5    | 1.34,102 |
| 8     | Loris Capirossi   | Ducati   | 15   | 1.34,903 |
| 9     | Makoto Tamada     | Yamaha   | 16   | 1.35,346 |
| 10    | Sylvain Guintoli  | Yamaha   | 11   | 1.34,507 |
| 11    | Fonsi Nieto       | Kawasaki | 19   | 1.36,312 |
| 12    | Colin Edwards     | Yamaha   | 1    | 1.33,616 |
| 13    | Alex Barros       | Ducati   | 13   | 1.34,817 |
| 14    | Kenny Roberts Jr. | KR-Honda | 18   | 1.35,361 |
| 15    | Nicky Hayden      | Honda    | 7    | 1.34,247 |
| 16    | Shinya Nakano     | Honda    | 14   | 1.34,834 |
| 17    | Randy de Puniet   | Kawasaki | 8    | 1.34,318 |
| 18    | Toni Elías        | Honda    | 6    | 1.34,125 |
| 19    | Carlos Checa      | Honda    | 3    | 1.33,859 |

Alex Barros, Kenny Roberts Jr. och Nicky Hayden körde tillräckligt av distansen för att ta poäng, men ingen av dem tog målflagg, och därmed blev samtliga poänglösa.

### Pole position och Snabbaste varv
| Pole Position | Tid      | Snabbaste varv | Tid      |
| ------------- | -------- | -------------- | -------- |
| Colin Edwards | 1.33,616 | John Hopkins   | 1,38.678 |